# PalaVuerich
Il PalaVuerich è lo stadio del ghiaccio di Pontebba, in Friuli-Venezia Giulia.

## Struttura
La struttura fu ultimata nel 2003 per poter ospitare gli incontri di hockey su ghiaccio della XXI Universiade invernale organizzata nella città di Tarvisio. È stata sede degli incontri casalinghi dell'Ice Hockey Aquile FVG, squadra che ha militato nella Serie A, dal 2014 ospita gli incontri casalinghi dell'HC Pontebba Evergreen. Capace di ospitare fino ad un massimo di 2 500 spettatori, la struttura è intitolata alla memoria di Claudio Vuerich, personalità del mondo hockeistico pontebbano.
Oltre alle partite di hockey su ghiaccio la struttura è utilizzata anche per eventi di pattinaggio artistico e di velocità.